# PostNord Sverige
PostNord Sverige, до 2015 года Posten AB (швед. Aktiebolaget Posten — акционерное общество Posten), — шведский почтовый оператор и единственная организация в Швеции, оказывающая почтовые услуги по всей стране.

## История

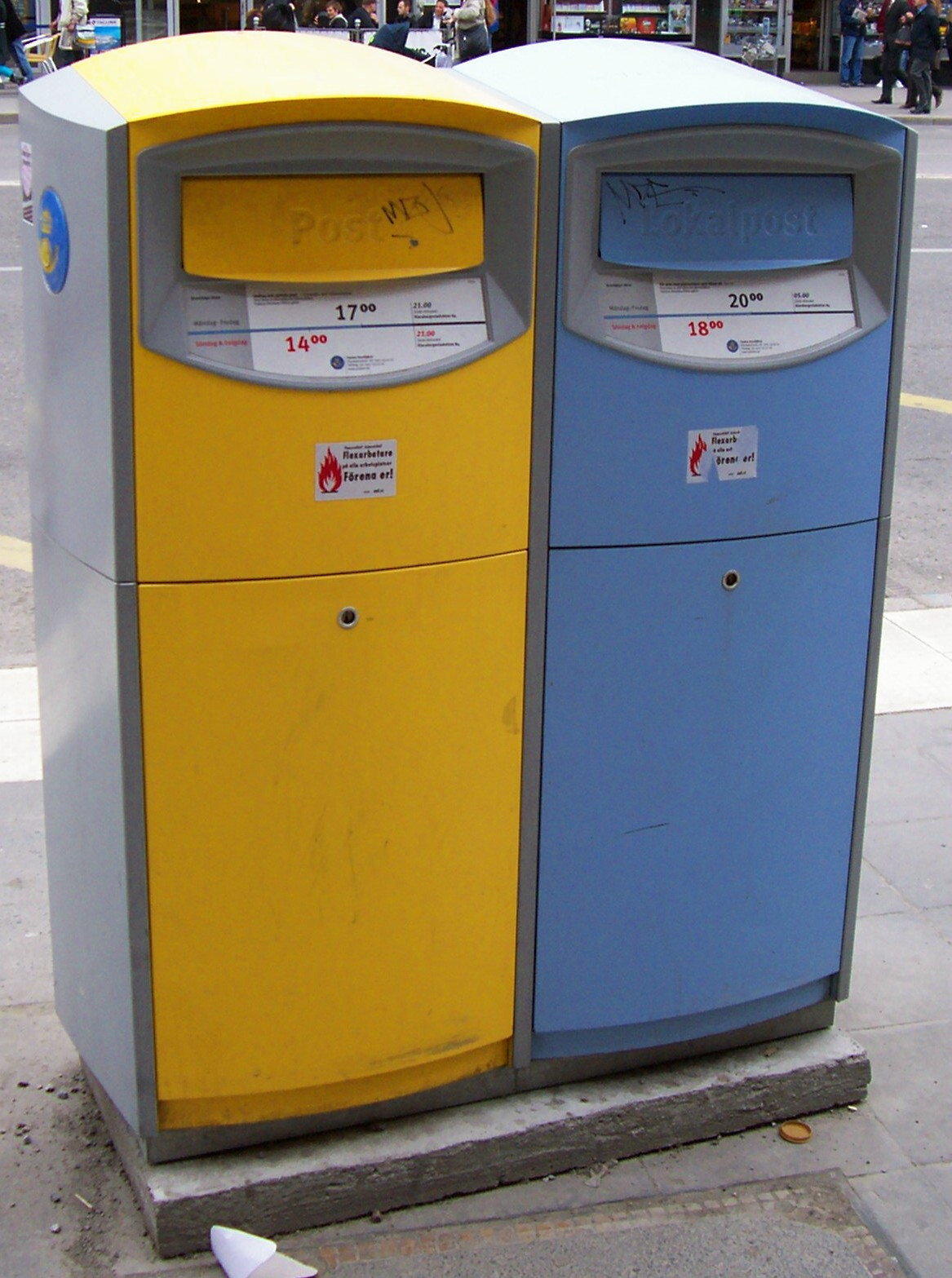
Почтовые ящики PostNord Sverige

Почтовая служба в Швеции была основана в 1636 году Акселем Оксеншерна и называлась Королевским почтовым управлением (Kungliga Postverket). 24 июня 2009 года Posten AB объединилась с датской Post Danmark с целью образования холдинга Posten Norden AB.

## Современность
С 1994 года Posten является акционерным обществом, которое полностью принадлежит шведскому государству в лице Министерства энергии и коммуникаций. С 2008 года функционируют только девять почтовых терминалов; остальные, существовавшие ранее, ликвидированы. С 2011 года намечено ввести почтовую услугу «цифровых марок».

## Штаб-квартира
Головной офис акционерного общества располагается по адресу:

Terminalvägen, 10500 Stockholm, Sweden